# Turistická značená trasa 1409
Turistická značená trasa 1409 značená modře vede z Mýta do Zbiroha. Měří 12 km. 

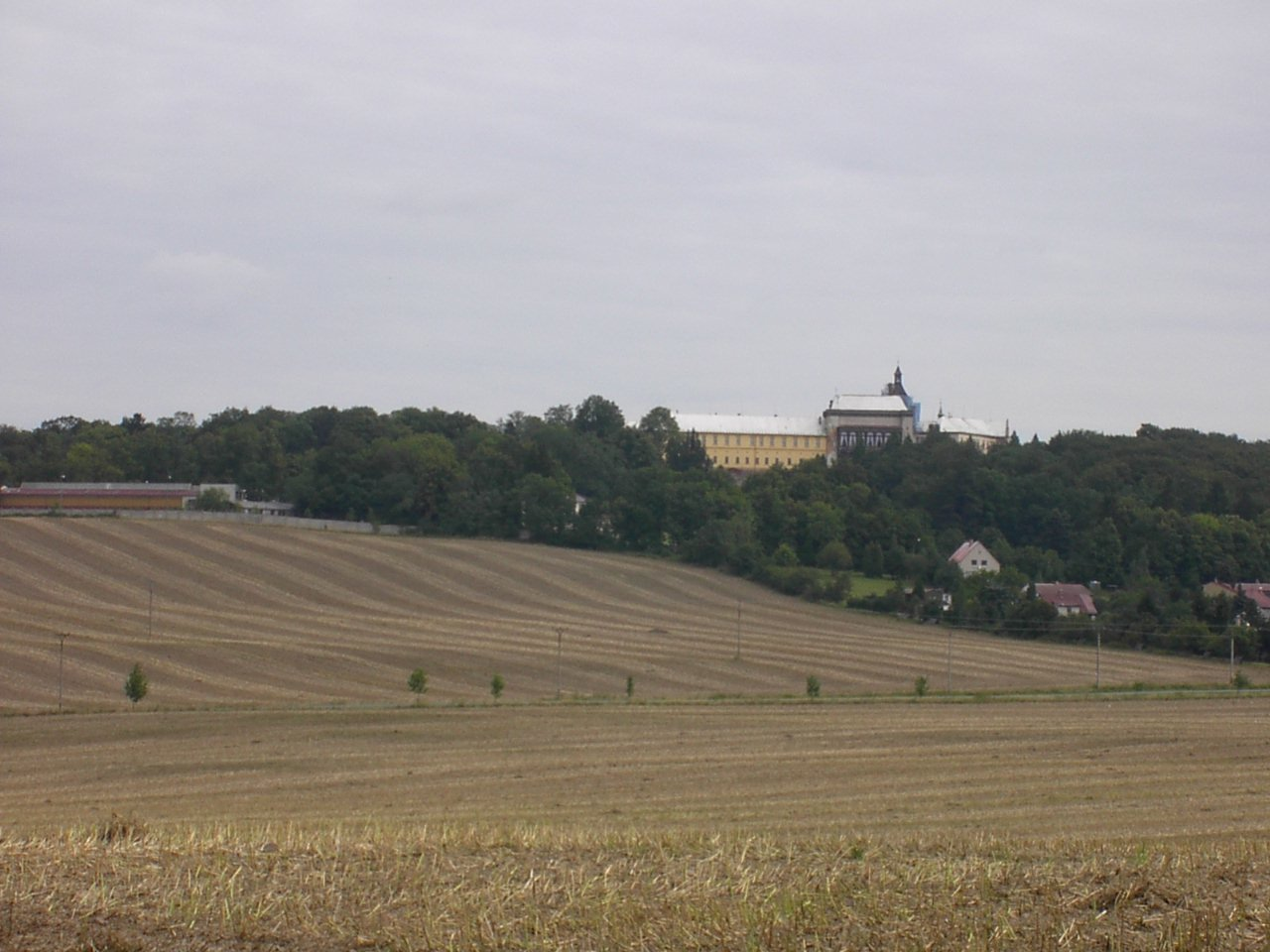
Zámek Zbiroh

## Trasa
Trasa začíná v Mýtě, z kterého vede lesem po nezpevněných, ale dobrých cestách přes rozcestí Pod Sirskou horou do Siré. Z té projde po zpevněné cestě polem k silnici. Po nezpevněné cestě pokračuje přes les k zámku Zbiroh. Od něj dojde na zbirožské náměstí, kde končí.